# Neocrepidodera melanopus
Neocrepidodera melanopus es una especie de insecto coleóptero de la familia Chrysomelidae. Fue descrita científicamente en 1860 por Kutschera.